# Château de la Touche-à-la-Vache
Pour les articles homonymes, voir Château de la Touche (homonymie) et La Touche (homonymie).
Le château de la Touche-à-la-Vache est un édifice situé à Créhen en France.

## Localisation
Le château est situé sur le territoire de la commune de Créhen dans le département des Côtes-d'Armor, dans la région Bretagne.

## Description
Le château est construit en moellons de granite et schiste, il présente une vaste cour rectangulaire ouverte d'un portail à deux portes à l'ouest et bordée d'un grand corps de logis au sud. Les restes d'un donjon de plan carré sont situés à l'est. Le portail, dont la porte piétonnière est flanqué de deux dépendances : une dépendance de plan rectangulaire allongé à droite, perpendiculaire au corps de logis, enfermant trois pièces au rez-de-chaussée et dont le toit est sommé d'un épi de faîtage figurant un cavalier amputé de sa tête (un Frédéric issu des ateliers de la Poterie près de Lamballe) ; une dépendance de plan rectangulaire massé à gauche, à deux pièces au rez-de-chaussée et à mur de refend portant souche de cheminée. Au sud, se trouve un grand corps de logis de plan rectangulaire allongé simple en profondeur, probablement de type logis à fonctions multiples juxtaposées, associant au rez-de-chaussée des pièces à usage d'habitation, les plus anciennes étant ouvertes d'une porte à double rouleau, et des pièces à usage de dépendance. Ce corps de logis présente un logement à haut surcroît en retour d'équerre à gauche couvert d'un toit à croupes. Quelques fenêtres du corps de logis conservent des grilles en fer.

## Historique
Le site comprend les restes d'un donjon du XVe siècle. Le château, actuellement à usage de ferme, comprend un corps de logis du début du XVIIe siècle agrandi au XVIIIe siècle, en partie déclassé au cours du XXe siècle. Le portail et les dépendances datent du XVIIIe siècle. Le colombier figurant sur le cadastre de 1827 a disparu.
Le château est inscrit au titre des monuments historiques par arrêté du 27 février 1926.